# 中野会若頭射殺事件
中野会若頭射殺事件（なかのかいわかがしらしゃさつじけん）とは、平成11年（1999年）9月1日に、大阪府大阪市生野区桃谷の麻雀店「ロンクラブ」で、指定暴力団・五代目山口組（組長は渡辺芳則）二代目宅見組（組長は入江禎）傘下の幹部組員4人が、指定暴力団・中野会（組長は中野太郎）若頭・山下重夫を射殺し、山下重夫のボディガード役の田中敬介に重傷を負わせた事件。

## 中野会若頭射殺事件まで
平成8年（1996年）7月10日、中野会会長襲撃事件が勃発した。

平成9年（1997年）8月28日午後3時20分ごろ、宅見若頭射殺事件が発生した。
同年10月、指定暴力団・中野会（組長は中野太郎）若頭の山下は、大阪府大阪市生野区桃谷の麻雀店「ロンクラブ」の近くの自宅に組事務所を移した。
同年10月13日、山下の自宅玄関前に模擬手榴弾が置かれていた。
平成11年（1999年）7月ごろ、山下は、大阪府大阪市生野区桃谷の麻雀店「ロンクラブ」を組事務所代わりに使用し始めた。山下は毎日午後4時ごろから翌日の午前3時ごろまで麻雀店「ロンクラブ」にいた。「ロンクラブ」はすでに営業していなかった。

平成14年（2002年）4月20日、中野会副会長射殺事件が勃発した。

## 中野会若頭射殺事件
平成11年（1999年）9月1日夕方、麻雀店「ロンクラブ」に、中野会若頭の山下が入った。
同日午後7時55分ごろ、山口組二代目宅見組（組長は入江禎）傘下の幹部組員ら4人が「ロンクラブ」に押し入り、このうちの2人が38口径の拳銃を乱射した。山下は腹部に2発の銃弾を受けた。山下のボディーガード役の田中も腹部に銃弾を受け、重傷を負った。山下と田中は大阪警察病院に搬送された。2時間後、山下が死亡した。
同年9月3日と9月4日、東大阪市の葬儀場「やすらぎホール」で山下の通夜と葬儀が営まれた。中野は中野会組員に山口組への報復を行わないように緊急通達を出した。
同年9月5日、山口組は、当日予定していた山口組定例会を中止した。
同年10月12日、山下を射殺した宅見組傘下の幹部組員が警察に出頭した。